# ベプリジル
ベプリジル（Bepridil）狭心症の治療に用いられるカルシウム拮抗剤の一つである。商品名ベプリコール(オルガノン製造販売・第一三共販売)。フランスで1980年に承認され、日本では1992年7月に頻脈性不整脈（心室性）および「狭心症」について承認され:1、2008年10月に「持続性心房細動」について追加承認された:1。米国では入手できない。
作用は非選択的であり、心筋細胞のNa+、K+、Ca2+チャネルを抑制する:1。
心室性不整脈（トルサード・ド・ポワント）を誘発する。

## 効能または効果
- 下記の状態で他の抗不整脈薬が使用できないか、又は無効の場合
  - 持続性心房細動
  - 頻脈性不整脈（心室性）
- 狭心症

## 禁忌
以下の患者には禁忌である。
- 鬱血性心不全のある患者
- 高度の刺激伝導障害（房室ブロック、洞房ブロック）のある患者
- 著明な洞性徐脈のある患者
- 著明なQT延長のある患者
- リトナビル、サキナビル、アタザナビル、ホスアンプレナビル、イトラコナゾール、テラプレビル、アミオダロン（注射）、エリグルスタットを投与中の患者
- 妊婦または妊娠している可能性のある婦人

## 副作用
添付文書に記載されている重大な副作用は、QT延長(4.2%)、心室頻拍（Torsades de pointesを含む）(0.2%)、心室細動、洞停止(<0.1%)、房室ブロック(<0.1%)、無顆粒球症、間質性肺炎(<0.1%)である。

## エボラ出血熱治療
2015年6月、ベプリジルがエボラ出血熱に有効である可能性が動物実験で示された。ウイルス感染の1時間後からベプリジル12mg/kgを1日2回投与したマウスでは生存率が100%であった。これは、将来のエボラ出血熱の研究・治療に応用できる可能性を示すと受け止められている。